# Ордонансгауз (Санкт-Петербург)
Ордона́нсгауз (от фр. ordonnance — «приказ, указание, ордонанс» и нем. Haus — «дом»; букв. приказной дом) — сооружённое в начале XIX века в классицистском стиле здание в Санкт-Петербурге, где в своё время размещался ордонансгауз, то есть комендантское управление. Расположено по двум адресам: Инженерная ул., 5 и Садовая ул., 3.

## История
В начале XVIII века территория, на которой сейчас расположено здание, не была застроена и последовательно относилась к саду-огороду императрицы Екатерины, охотничьему саду Анны Иоановны, оранжереям при Михайловском замке императора Павла.
В 1816 году было принято решение о возведении на этой территории Михайловского дворца по проекту Карла Росси. Архитектор составил план преобразования окружающей местности, выделявший площадь перед дворцом, а также кварталы «обывательских домов» и продлением Садовой улицы от Невского проспекта до Марсова поля. В 1822 году началась раздача участков, предназначенных под строительство этих «обывательских домов». Здание ордонансгауза разместили на двух из шести участков, размеченных на территории между Инженерной, Садовой и Итальянской улицами, а также площадью Искусств.
Строительство ордонансгауза на Садовой улице продолжалось в 1824—1826 годах на основе проекта Карла Росси, соотносившегося с общим проектом ансамбля Михайловского дворца и прилегающих пространств и кварталов, однако имевшего свои собственные отличительные черты. Строительство велось под руководством архитектора А. А. Михайлова.
После окончания строительства в здание поместили ордонансгауз — городское комендантское управление, при котором, среди прочего, действовали военный суд и офицерские тюрьмы. Ордонансгауз, находившийся в здании на Садовой, согласно военной классификации, относился к первому (столичному) классу. С конца XVIII века до окончательного переезда на Садовую улицу в 1830-х петербургский ордонансгауз располагался в доме № 21 по Миллионной улице.

### Встреча Лермонтова и Белинского
С 4 по 25 апреля 1840 года в этом доме содержался под арестом после дуэли с Эрнестом де Барантом, ожидая суда, М. Ю. Лермонтов. Здесь же его посетил В. Г. Белинский. Согласно некоторым источникам, это была их первая встреча.
Эта версия опровергается в некоторых источниках, свидетельствующих о строгости порядков в ордонансгаузе. Так, родственник и близкий друг поэта А. П. Шан-Гирей в своих знаменитых воспоминаниях о нём указывал, что «в ордонанс-гаузе к Лермонтову тоже никого не пускали, бабушка лежала в параличе и не могла выезжать», тогда как Н. М. Сатин рассказывает о знакомстве Лермонтова и Белинского, как о произошедшем в 1837 году на Кавказе, хотя, согласно комментарию К. И. Тюнькина, впервые встретиться литературные деятели могли ещё раньше, у А. А. Краевского.
Как бы то ни было, в заключении в ордонансгаузе Лермонтов написал или переделал несколько стихотворений. По свидетельству Шан-Гирея, здесь были написаны «Когда волнуется желтеющая нива», «Я, Матерь Божия, ныне с молитвою», дописана последняя строфа «Узника», хотя, зачастую (например, Э. Э. Найдичем) эти работы датируются 1837 и относимые к заключению Лермонтова в феврале того года. Среди написанных под арестом было и стихотворение «Соседка», причём как Шан-Гирей, так и В. А. Соллогуб, утверждавший, что Лермонтов зачитывал ему это произведение будучи в ордонансгаузе, подтверждали, что у «соседки» есть реальный прототип (а именно заключённая дочь унтер-офицера).
Белинский так описывает впечатления от этой встречи: «…Я в первый раз видел настоящего Лермонтова, каким я всегда желал его видеть… Сколько эстетического чутья в этом человеке! Какая нежная и тонкая поэтическая душа в нём!» Кроме того, имеются сведения, что в ордонансгаузе состоялся творческий спор, повлиявший на дальнейшее восприятие поэта и критика.
Эпизод в ордонансгаузе получил освещение не только в воспоминаниях, но и в искусстве. События в заключении вдохновили советского писателя и историка П. П. Евстафьева на рассказ «Ордонансгауз» (1939), а также были с «достоверностью хорошо изученных реалий жизни поэта» описаны в повести А. М. Титова «Лето на водах» (1973). Сцена в камере была показана в биографическом фильме Г. М. Козинцева «Белинский» (1953), причём, как отмечает филолог А. С. Бодрова, обстоятельства встречи показаны в тенденциозной и неточно отражающей реальность манере.

### Последующая история
В настоящее время в здании находятся военная комендатура Санкт-Петербурга и поликлиника Санкт-Петербургского гарнизона. Комендатура осуществляет управление войсками гарнизона, военнослужащими, находящимися на территории города.

## Архитектурные особенности
Здание выполнено в стиле поздний классицизм (ампир) и является частью ансамбля Садовой улицы. Со двора первый и второй этажи оформлены аркадами-галереями, третий — колоннадой из дорийских колонн. Интерьеры оформлены в простой, деловой манере. Подвальные помещения увенчаны сводами, одно из лестничных помещений, круглое в плане — деревянным куполом и фонарём в центре. На третьем этаже расположены двусветный зал и другие комнаты.